# Zöblitz
Zöblitz è una città di 2.978 abitanti del libero stato della Sassonia, Germania, nel circondario dei Monti Metalliferi.

## Storia
Il 1º gennaio 1999 alla città di Zöblitz venne aggregato il comune di Ansprung.